# Blanc qui illumine la nuit
Blanc qui illumine la nuit (chinois traditionnel : 照夜白圖 ; pinyin : Zhaoyebai) est une peinture de cheval monochrome, à l'encre sur papier, réalisée par l'artiste Chinois Han Gan, dont il ne reste peut-être que des copies. C'est un exemple de peinture représentatif de l'art de la dynastie Tang, créée au milieu du VIIIe siècle (vers 750). L'œuvre met en scène un cheval de la cavalerie de Tang Xuanzong (712-56) durant la Dynastie Tang, attaché à un poteau. Il est considéré comme l'un des plus grands portraits de chevaux de la peinture chinoise. Il a été acquis par le Metropolitan Museum of Art en 1977.

## Contexte
Cette peinture a longtemps été considérée comme l'une des deux œuvres de Han Gan dont l'authenticité soit certaine, avec palefrenier menant deux chevaux. Cependant, cette attribution est aujourd'hui reconnue comme étant « improbable, il s'agit vraisemblablement d'une réalisation plus récente ».
En son temps, Han Gan est considéré comme l'un des plus grands artistes de Chine. Issu d'une famille pauvre, Han Gan travaillait dans un magasin de vin lorsque son talent artistique a été repéré par le peintre et poète Wang Wei. Il est devenu artiste à la cour impériale. Il est célèbre pour être en mesure de reproduire le caractère d'un cheval, ainsi que son apparence physique.
Par ordre de l'Empereur Xuanzong, Han Gan créé une série de portraits de chevaux célèbres. Ce travail fait à l'origine partie d'une série de peintures. De nombreuses peintures originales n'ont pas survécu, mais sont connues par des copies réalisées au cours des siècles suivants.

## Description

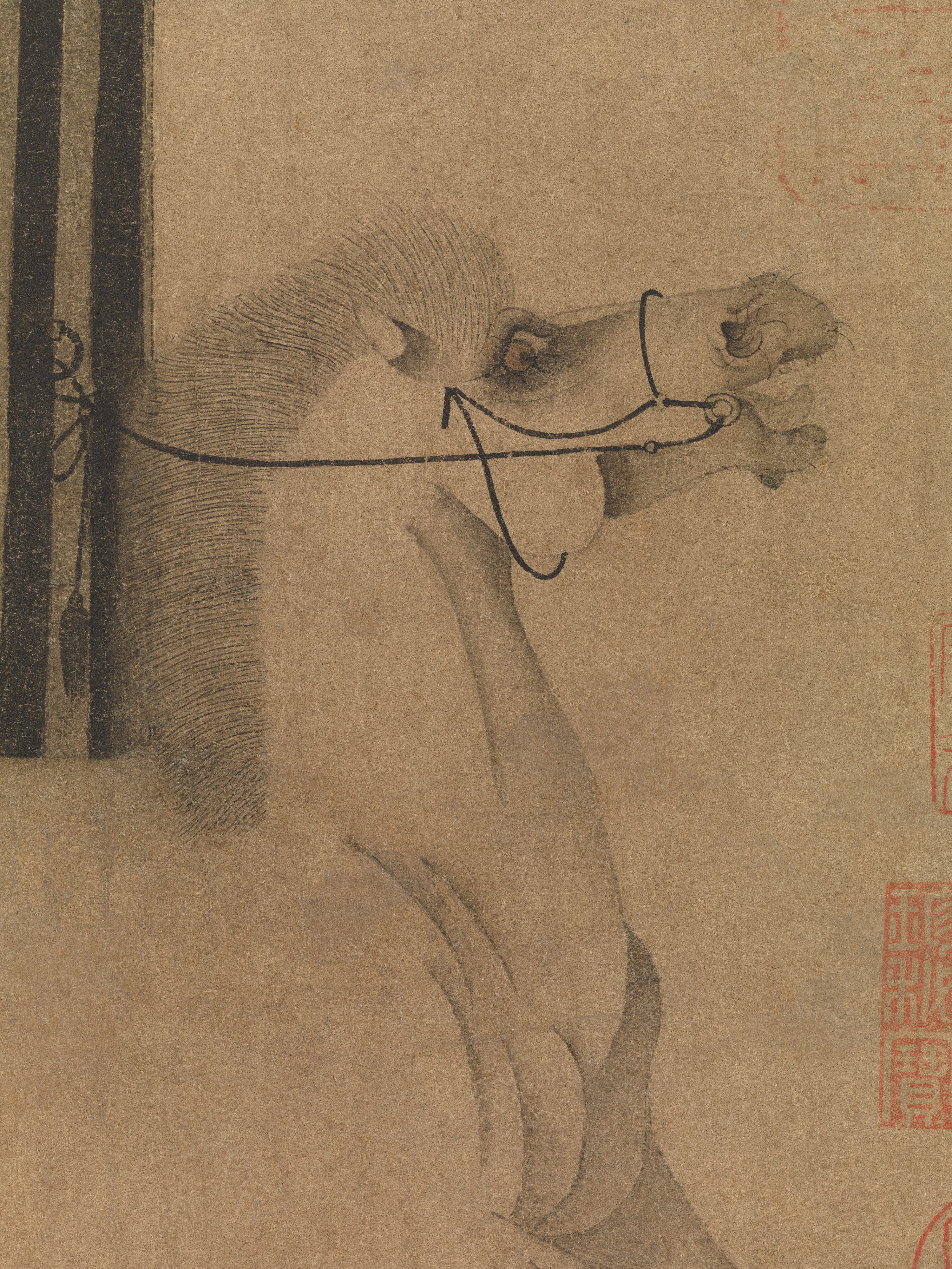
La tête du cheval, exprimant son état émotionnel.

Ce travail est un exemple de bai hua ou blanc en peinture, un monochrome créé à l'aide d'un pinceau et d'encre noire, avec économie de ligne et simple nuance, mais sans couleurs. La composition est basée sur des travaux antérieurs de l'art chinois, mais en dépit de ses moyens limités, Blanc qui illumine la nuit ne perd ni en spiritualité, ni en mouvement, ni en énergie. La peinture dégage une sensation de force brute, et démontre les capacités d'observation de Han Gan : lors de ses conversations avec l'Empereur, Han Gan a affirmé que les chevaux de ses écuries sont ses seuls maîtres en peinture.
Le cheval est représenté attaché à un poteau, et tentant de se libérer en se dressant sur ses membres postérieurs.
Les animaux représentés dans la peinture traditionnelle chinoise sont généralement moins anatomiquement précis que ceux des peintures occidentales, et Blanc qui illumine la nuit n'est pas totalement réaliste. Le cheval est représenté avec les traits caractéristiques d'ardeur du cheval de la mythologie chinoise, un dragon déguisé en coursier céleste : yeux brûlants, naseaux larges, dansant sur ses sabots. Les proportions sont un peu exagérées, avec de courtes et très fines jambes, et un corps très rond. Han Gan a donné à son cheval certains traits humains, avec des yeux tournés vers le spectateur, qui semblent appeler à la compassion et à l'aide,.

## Analyse
Cette peinture a ensuite été interprétée comme un emblème de la force de l'armée chinoise et de la puissance impériale, mais avec des indications de péril : l'Empereur Xuanzong a été distrait par son engouement pour une concubine, néglige ses devoirs, et a été déposé.

## Parcours de la peinture
La peinture n'est pas signée par l'artiste, mais porte de nombreuses inscriptions, sceaux et signatures de ses propriétaires subséquents — dont les sceaux de l'empereur de la dynastie Tang du Sud Li Yu, du théoricien Mi Fu, et de l'empereur Qianlong — ce qui démontre qu'elle est passée entre les mains de nombreux collectionneurs sur 1200 ans. Elle entre plus tard dans la collection de Sir Percival David (en), puis est acquise par le Metropolitan Museum en 1977.
Le dessin d'origine, d'une taille de 30,48 cm carré, a plus tard été monté sur un parchemin de 6,1 mètre de long afin de fournir suffisamment d'espace pour les sceaux et les inscriptions.